# William Caxton
William Caxton (1422? – London, 1491) az első angol nyomdásznak és a szigetország könyvnyomdászata megteremtőjének tekinthető. Kent grófságban született, textilkereskedő-inas volt Londonban, 1441-től 1470-ig Bruggében élt. Valószínűleg Kölnben tanulta ki a nyomdászmesterséget és nem sokkal azután nyomtatta az első angol könyvet Recuyell of the Historyes of Troye címmel 1475-ben. Az 1476-os év vége táján állította fel fanyomdáját Westminsterben, és adta ki a Dictes or Sayengis of the Philosophrest 1477-ben, az első kiadás dátumával is ellátott Angliában nyomott könyvet. A körülbelül száz általa nyomott könyv közel egyharmada csak unikumként vagy töredékként maradt fenn. Londonban halt meg.

## Karrierjének kezdete
Az első megbízható feljegyzés tevékenységéről a Mercers' Company nyilvántartásában szerepel, mely szerint az 1437/8-as esztendőben Robert Large londoni textilkereskedőhöz szegődött tanoncként. Inasévei alatt juthatott ki Németalföldre, ahol 30 évet töltött el. Saját szavai alapján megjárta Flandriát, Brabantot, Hollandot, Zeelandet, Bruggét és Ghentet. Az évek alatt egyre jelentősebb szerepet kezdett betölteni a kereskedők között. Mint közvetítő és döntőbíró jelent meg sok vitás kérdésben, ahol az angol üzleti érdekek ütköztek és egyéb esetekben is. 1462-ben a bruggei angol kereskedőkolóniának a kormányzójává választották.

## Nyomdaalapítása

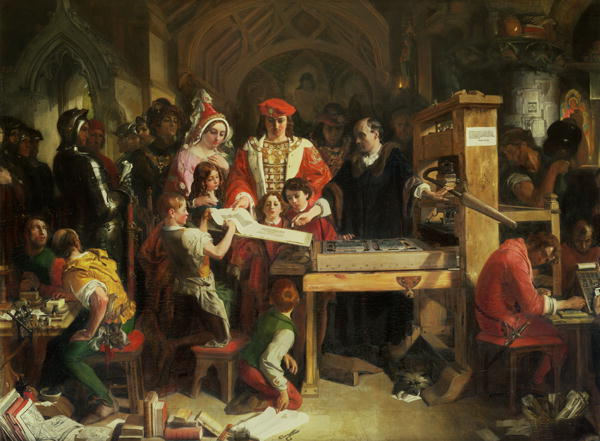
Caxton IV. Eduárd társaságában a westminsteri nyomdájában (Daniel Maclise olajfestménye, 1851)

Nem tudni miért, de feltehetően az angol és burgundiai udvar közti diplomáciai nehézségek miatt 1471 nyarán Caxton Flandriába költözött. 18 hónapot töltött Kölnben, mely jelentős egyetemi város és emiatt nyomdászati központ is volt. Az első nyomda 1465-ben alakult, melyet több másik követett. Itt tanulta ki a nyomdászatot, valamint szponzorálta a De proprietatibus rerum című enciklopédikus munkát Bartholomeus Anglicus tollából.
Flandriába való visszatérése után azonnal nyomdát alapított. Csak pár év múlva, hét francia és angol könyv kiadása után költöztette nyomdáját Angliába IV. Eduárd támogatásával, méghozzá a Westminsteri apátság nyugati szárnyának közelébe. 30 év után tért haza 1476-ban. Vásárlókörét elsősorban az angol királyi udvar alkotta, megbízásai többségét a helyi nemességtől kapta. Ekkortól kezdve jobban dokumentált Caxton pályafutása, ám még így is kevés forrás áll rendelkezésre. Pontos évszámokkal rendszeresen gondok vannak, sokszor a Caxton által kiadott könyvekben szereplő utalásokra kell támaszkodni.
A korai Caxtonnal kapcsolatos kutatások jelentős forrása volt a Harleian-gyűjtemény, melyet Edward és Robert Harley oxfordi grófok hoztak létre és a British Museum vásárolt meg később.

## Fordításai
Kikapcsolódásként kezdett fordítani. Első munkája a Recuyell of the Historyes of Troye volt, mely egy legendagyűjtemény Trója városáról Raoul Lefèvre szerkesztésében III. Fülöp burgundi hercegnek ajánlva. Caxton 1468-ban kezdte el fordítani, ám két évig állt vele. Időközben III. Fülöp meghalt és Yorki Margit hozzáment Merész Károly burgundi herceghez. 1470 környékén Margit magához hívatta Caxtont, majd felmerült fordítói munkássága is. Elrendelte Caxtonnak, hogy mutassa meg neki munkáját. Kijavított Caxton angoljában egy hibát, majd megbízta a fordítás befejezésével.
Caxton nem tudott erre nemet mondani, mert Margit szolgálatában állt. 1471 szeptember 19-én fejezte be a fordítást. Mivel ekkor Kölnben tartózkodott és ennek köszönhetően sok szabadideje is volt a nyomdászatot is kitanulta, majd ő maga adta is ki a könyvet. Az elkészült művet Margitnak ajánlotta, aki elfogadta és gazdagon megjutalmazta. Ezt tekintik az első angol nyelvű könyvnek. A nyomtatásának helye vitatott, Köln vagy Brugge jöhetett szóba, a legelterjedtebb verzió Köln.
Caxton később több kiadványát is maga fordította, melyekről mindig nagy alázattal beszélt. Az esetleges hibákért hiányos oktatását okolta, azonban legjobb igyekezete ellenére is gyakran vétett hibákat. Munkáit általában mindig egy megnevezett személynek ajánlotta, akitől a megbízást kapta. Nem ritka, hogy a fordítást egy megbízója végezte és Caxton csak a nyomtatásért felelt. Ezen személyes hangvételű ajánlásai fontos források az egyes nyomtatványok keletkezési körülményeit illetően. Halála is egy nagyobb fordítás után érte, a Vitas Patrum, or Lyves of holy faders lyvynge in deserte befejezésekor.
Caxton angol nyelvre gyakorolt hatása nagy jelentőségű. Elkezdte standardizálni a nyelvváltozatokat és megfelelő angol alternatíva hiányában sok francia szót hagyott meg eredetiben.

## Kiadványai

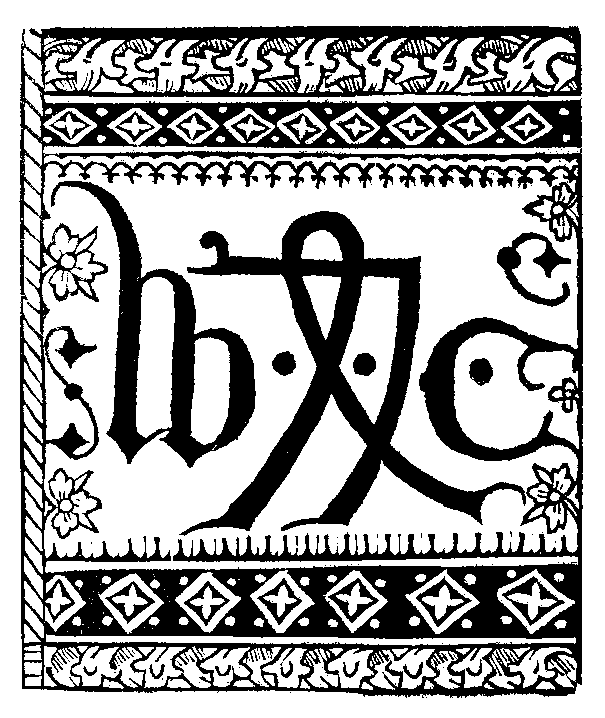
Caxton nyomdászjelvénye

Az első angol nyelvű könyv, Recuyell of the Historyes of Troye mellett hozzá köthető az első dátummal ellátott Angliában nyomtatott könyv is, a Dictes or Sayenges of the Phylosophers. Emellett kiadta még Geoffrey Chaucer Canterbury meséit, az Arthur legendát feldolgozó Le Morte D'arthurt, Ovidius Metamorfózisát, Jacobus de Chessolis The Game and Playe of the Chessét, valamint a Mirror of the Worldöt, mely az első fametszetekkel illusztrált angol könyv volt. Emellett megjelentette a VII. Henrik törvényeit tartalmazó első angol jogi könyvet. 26 művet fordított angolra, s mintegy 100 könyvet adott ki életében.

## Caxton nyomdászjelvényének rejtélye
Joseph Ames szerint az első Angliában megjelent könyv a Game of Chess volt, melyet Caxton nyomdászjelvénye is alátámaszt. Szerinte a jelvény egy dátumot jelöl, méghozzá 1474-et egy 7-essel és egy korai alakú arab 4-essel (a hurok). A jelvényt először 1478-ban használta és Ames szerint azzal a céllal, hogy megemlékezzen az első Angliában nyomtatott könyvről.